# Great Neck
Great Neck es una villa ubicada en el condado de Nassau en el estado estadounidense de Nueva York. En el año 2000 tenía una población de 9.538 habitantes y una densidad poblacional de 2.726,8 personas por km². Great Neck se encuentra dentro del pueblo de North Hempstead.

## Geografía
Great Neck se encuentra ubicada en las coordenadas 40°47′14″N 73°43′38″O / 40.78722, -73.72722. Según la Oficina del Censo, la ciudad tiene un área total de 3,5 km² (1,4 mi²), de la cual 3,5 km² (1,4 mi²) es tierra y 0 km² (0 mi²) (0%) es agua.

## Demografía
Según la Oficina del Censo en 2000 los ingresos medios por hogar en la localidad eran de $76,645, y los ingresos medios por familia eran $89,733. Los hombres tenían unos ingresos medios de $52,445 frente a los $37,476 para las mujeres. La renta per cápita para la localidad era de $38,790. Alrededor del 7.8% de la población estaban por debajo del umbral de pobreza.